# Michael Arden
Michael Jerrod Moore (Midland, Texas, 6 d'octubre de 1982), conegut professionalment com a Michael Arden, és un actor, cantant, compositor i director de teatre estatunidenc.

## Primers anys
Nascut a Midland (Texas), va ser membre dels Pickwick Players, la companyia de teatre de joves del Midland Community Theatre. Va ser estudiant de la Trinity School i va ser estudiar a la Juilliard School, on formava part del Group 34 de la Divisió Dramàtica (2001-2005). Va deixar Juilliard el 2003 per unir-se a la companyia de reposició de Broadway del musical Big River.

## Carrera

### Teatre
Arden va debutar el 2003 a Broadway com a Tom Sawyer a la nova versió de Big River amb la companyia Roundabout i Deaf West. El 2004 també va actuar amb John Hill a l'espectacle Bare: A Pop Opera d'Off-Broadway. L'estiu de 2005 va representar el paper d'en Nick, un homosexual sexualment promiscu enamorat d'un tauró, en l'obra surrealista Swimming in the Shallows del Second Stage Theatre de Nova York. El novembre de 2004 va interpretar el personatge principal de Pippin per al concert benèfic de Broadway amb motiu del Dia Internacional de la Sida. Va ser el protagonista del nou musical de Twyla Tharp The Times They Are a-Changin', basat en la música de Bob Dylan. The Times... es va representar del 25 de gener al 5 de març de 2006 a l'Old Globe Theatre de San Diego i després, al Brooks Atkinson Theatre de Broadway del 26 d'octubre de 2006 fins al 19 de novembre de 2006. El 2007 va interpretar John Robert a Ace, a l'Old Globe Theatre del 13 de gener al 18 de febrer. L'estiu de 2007 va realitzar una gira per Europa amb Barbra Streisand com un dels Broadway Boys. De juliol a setembre de 2010 va interpretar el paper principal en una nova versió d'Aspects of Love d'Andrew Lloyd Webber a la Menier Chocolate Factory de Londres.
Entre les representacions d'Arden, destaquen Pippin, God of Vengeance, Falsettoland, Tom Jones' Harold and Maude, West Side Story, Songs for a New World, The Common Pursuit i The Winter's Tale.
A partir d'octubre de 2014, Arden va exercir el paper de Quasimodo en el nou musical Hunchback of Notre Dame de La Jolla Playhouse de San Diego. La producció va durar des del 26 d'octubre al 7 de desembre de 2014, i a Paper Mill Playhouse entre el 4 de març i el 5 d'abril 2015.
Arden va dirigir la reposició d'Spring Awakening del Deaf West Theatre. La producció es va traslladar de Los Angeles a Broadway, on va començar les preestrenes el 8 de setembre de 2015 i es va presentar el 27 de setembre de 2015 al Brooks Atkinson Theatre. El 3 de maig de 2016 Arden va rebre una nominació al premi Tony a la millor direcció d'un musical pel seu treball en la reposició d'Spring Awakening.

### Televisió
Ha aparegut a la televisió, a les sèries Grey's Anatomy, d'ABC (episodi "17 Seconds" com a Neal Hannigan) i Numbers de la CBS. També ha coprotagonitzat amb Donald Trump un anunci de televisió de Domino's Pizza, i amb Regis i Kelly, un de Commerce Bank el 2006. Ell va ser triat per a la sèrie de la Fox The Return of Jezebel James, que es va emetre i es va cancel·lar després de tres episodis la primavera de 2008. Arden va tenir a la sèrie d'NBC Kings un paper recurrent com a Joseph, el xicot secret del príncep Jack Benjamin, l'hereu gai al tron que està a l'armari. També va ser l'estrella convidada en un episodi de The Closer com a James Clark, un sospitós assassí esquizofrènic, així com en un episodi de Bones com a Harold Prescott. Serà protagonista amb Radha Mitchell, Jeffrey Nordling i John Heard en la nova sèrie dramàtica d'A&E The Quickening. Els productors de The Good Wife van anunciar l'agost de 2011 que Arden havia estat sondejat per a un paper recurrent com a potencial interès amorós per al personatge Owen Cavanaugh (Dallas Roberts). Va ser protagonista de la sèrie d'FX Anger Management.

### Cinema
Després d'haver fet també treball en el cinema, és un actor destacat en l'esforç independent del director Colin Spoelman "Underground", la història de cinc amics que queden atrapades dins d'un sistema de coves profundes per sota d'una cresta de la muntanya al centre de Kentucky. treballs més recents de Arden va incloure la pel·lícula Source Code 2011, protagonitzada per Jake Gyllenhaal.

### Compositor
Com a compositor, Arden ha escrit diverses obres, incloent-hi Easter Rising, As You Like It i Ripley.

## Vida personal
Arden és obertament homosexual. Es va comprometre amb el també actor Andy Mientus el 23 de juny de 2014. Els dos havien pensat proposar-s'ho el mateix dia, sense que l'altre ho sabés. Es van casar el 18 d'agost de 2016 a la Babington House de Somerset.

## Trajectòria artística
| Any       | Producció                     | Paper       | Categoria          |
| --------- | ----------------------------- | ----------- | ------------------ |
| 2003      | Big River                     | Tom Sawyer  | Broadway           |
| 2004      | Bare                          | Peter       | Off-Broadway       |
| 2005      | Pippin                        | Pippin      | Regional (Concert) |
| 2005      | Swimming in the Shallows      | Nick        | Off-Broadway       |
| 2005      | The Secret Garden             | Dickon      | New York (Concert) |
| 2006      | The Times They Are A-Changin' | Coyote      | Regional           |
| 2006      | The Times They Are A-Changin' | Coyote      | Broadway           |
| 2007      | Ace                           | John Robert | Regional           |
| 2014-2015 | The Hunchback of Notre Dame   | Quasimodo   | Regional           |

| Any     | Producció                               | Paper           | Categoria   |
| ------- | --------------------------------------- | --------------- | ----------- |
| 2008    | A Tale of Two Cities                    | Director adjunt | Broadway    |
| 2014-15 | Spring Awakening dedl Deaf West Theatre | Director        | Los Angeles |
| 2015-16 | Spring Awakening dedl Deaf West Theatre | Director        | Broadway    |
| 2016    | y Fair Lady                             | Director        | Regional    |
| 2016    | Merrily We Roll Along                   | Director        | Los Angeles |

## Filmografia
| Gènere             | Any        | Títol                         | Role                   | Episodis                                         | Notes           |
| ------------------ | ---------- | ----------------------------- | ---------------------- | ------------------------------------------------ | --------------- |
| Sèrie de televisió | 2006       | Numb3rs                       | Whitley                | "Backscatter"                                    |                 |
| Sèrie de televisió | 2006       | Grey's Anatomy                | Neal Hannigan          | "17 Seconds"                                     |                 |
| Pel·lícula         | 2006       | The Good Shepherd             | Pinafore Actor         |                                                  |                 |
| Sèrie de televisió | 2008       | Cashmere Mafia                | Denis                  | "Dog Eat Dog"                                    |                 |
| Sèrie de televisió | 2008       | The Return of Jezebel James   | Buddy                  | "Pilot" "Frankenstein Baby" "Needles and Schlag" |                 |
| Sèrie de televisió | 2009       | Bones                         | Harold Prescott        | "Bond in the BootThe Bond in the Boot"           |                 |
| Pel·lícula         | 2009       | Bride Wars                    | Kevin                  |                                                  |                 |
| Pel·lícula         | 2009       | The Cave Movie                | Sam                    |                                                  |                 |
| Sèrie de televisió | 2009       | The Closer                    | James Clark            | "Identity Theft"                                 |                 |
| Sèrie de televisió | 2009       | Kings                         | Joseph Lasile          | "First Night" "The Sabbath Queen" "Pilgrimage"   |                 |
| Sèrie de televisió | 2010       | The Forgotten                 | James Poole            | "Mama Jane"                                      |                 |
| Sèrie de televisió | 2011       | The Good Wife                 | Finn                   | "Get a Room"                                     |                 |
| Curt               | 2011       | Nurse Jackée                  | Gabe                   |                                                  |                 |
| Sèrie de televisió | 2011       | Off the Map                   | Pher                   | "Everything's as It Should Be" "Hold on Tight"   |                 |
| Sèrie de televisió | 2011       | Unforgettable                 | Joe Williams           | "Lost Things"                                    |                 |
| Pel·lícula         | 2011       | Source Code                   | Derek Frost            |                                                  |                 |
| Sèrie de televisió | 2012- 2014 | Anger Management              | Patrick                | Tots els episodis                                | Paper principal |
| Sèrie de televisió | 2012       | GCB                           | Reverend Steve Stewart | "Pride Comes Before a Fall" "Adam & Eve's Rib"   |                 |
| Sèrie de televisió | 2012       | The Mentalist                 | Evan Kress             | "War of the Roses"                               |                 |
| Sèrie de televisió | 2012       | Nurse Jackie                  | Gabe                   | "Slow Growing Monsters"                          |                 |
| Pel·lícula         | 2012       | The Odd Life of Timothy Green | Doug Wert              |                                                  |                 |
| Sèrie de televisió | 2012       | Royal Pains                   | Homer                  | "Some Pig"                                       |                 |

## Premis i nominacions
| Any  | Premi                      | Categoria                  | Obra             | Resultat  |
| ---- | -------------------------- | -------------------------- | ---------------- | --------- |
| 2015 | Premis Ovació              | Director de musical        | Spring Awakening | Guanyador |
| 2016 | Premi Tony                 | Millor director de musical | Spring Awakening | Nominat   |
| 2016 | Outer Critics Circle Award | Millor director de musical | Spring Awakening | Guanyador |
| 2016 | Drama Desk Award           | Millor director de musical | Spring Awakening | Nominat   |